# Кевин Киган
Кевин Киган (енгл. Kevin Keegan; Донкастер, 14. фебруар 1951) је бивши енглески репрезентативац и тренер државног тима. Као играч наступао је за више енглеских клубова са којима је освојио Куп УЕФА, КЕШ, Лига куп и ФА Куп.

## Каријера

### Играчка
Као играч током 1970их и 1980их, био је описан као „вероватно прва енглеска фудбалска звезда која је привукла пажњу модерних медија“. Игрчку каријеру је започео у Сканторп јунајтеду 1968. године, а након тога је прешао у Ливерпул 1971. који је тада играо у Првој енглеској дивизији. У Ливерпулу је Киган освојио три пута Прву дивизију, два Купа УЕФА, један ФА куп и један Куп шампиона. Прву утакмицу за репрезентацију Енглеске је одиграо 1972, а 1977. године је прешао у немачки клуб Хамбургер. У Хамбургу је проглашен за Европског фудбалера године за 1978. и 1979, а у сезони 1978/79 је освојио Бундеслигу са клубом, и дошао до финала Купа европских шампиона наредне године. Киган је прешао у Саутхемптон лета 1980. и ту провео две сезоне, а након тога прешао у Њукасл јунајтед 1982. који је тада играо у Другој дивизији. Из фудбала се повукао 1984. За репрезентацију је наступио 63 пута и дао 21 гол.

### Тренерска
Тренерску каријеру је започео у Њукаслу 1992. након што се клуб вратио у Прву лигу, тј. Премијерлигу. У сезони 1995/96. Њукасл је завршио други на табели иако је већину сезоне водио. Након кратког времена проведеног у Фуламу, преузео је место селектора репрезентације 1999. али је тај посао престао обављати у јесен 2000, након пораза од Немачке у квалификацијама за Светско првенство (то је уједно била и последња утакмица на старом Вембли стадиону). Након тога је постао тренер Манчестер ситија 2001. а након четири године проведене у клубу је поднео оставку 2005. Без тренерског ангажмана је био скоро три године, када је у јануару 2008. по други пут преузео Њукасл. Међутим, овај клуб је водио свега осам месеци, и дао је оставку 4. септембра 2008. након неколико дана спекулација у вези спора са директорима клуба.